# Natasja (stripreeks)

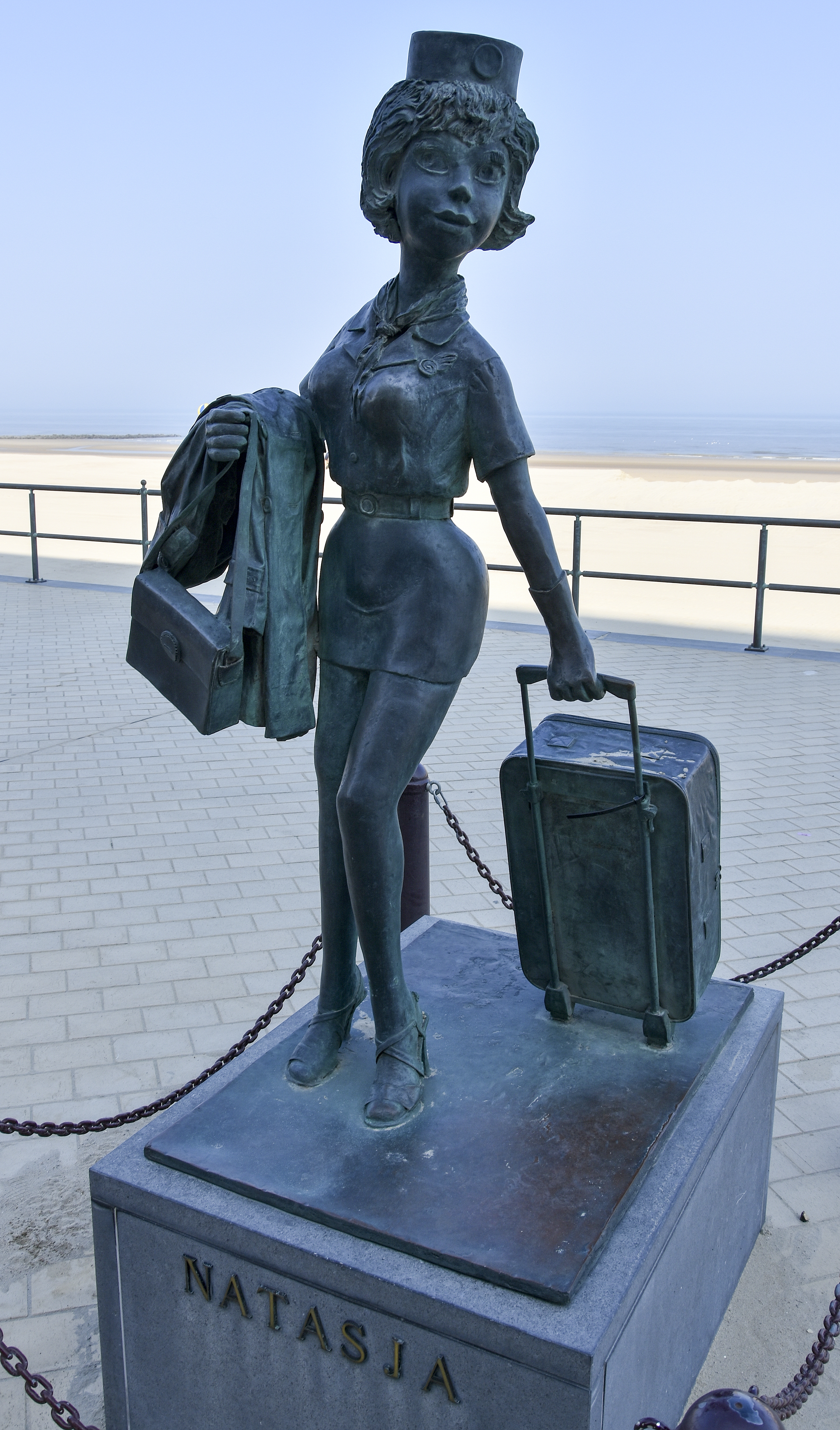
Standbeeld van Natasja en Walter door Monique Mol op de Zeedijk in Middelkerke

Natasja (Frans: Natacha)  is een Belgische stripreeks over een avontuurlijke luchtstewardess, met de naam Natasja. Ze werd bedacht door François Walthéry. De strips werden oorspronkelijk uitgegeven door Dupuis en later door Marsu Productions.
De redactie van Dupuis had destijds moeite met de te sensueel getekende hoofdpersoon. Walthéry had het personage reeds in 1967 bedacht. Het zou echter tot 1970 duren voordat men het aandurfde om de eerste strip te publiceren. Op 26 februari van dat jaar verscheen Natasja voor het eerst in het stripblad Robbedoes (nr. 1663). Het eerste album kwam uit in 1971.
De verhalen zijn getekend door François Walthéry en Roland Goossens. De verhalen zijn bedacht door verschillende scenarioschrijvers, Peyo (van de Smurfen), Maurice Tillieux, Raoul Cauvin, Marc Wasterlain en Goossens. Doordat verschillende schrijvers betrokken waren hebben de verhalen ook verschillende stijlen. In de strips zijn veel dynamische scènes te zien, vaak met vliegtuigen.

## Inhoud
De hoofdrol is weggelegd voor Natasja zelf. Ze is geëmancipeerd, moedig, knap, blond, onafhankelijk, intelligent en vindingrijk. Qua karakter is ze koppig en heeft gevoel voor rechtvaardigheid en humor. Ze werkt als stewardess voor luchtvaartmaatschappij  Bardaf, die geïnspireerd is op de voormalige Belgische maatschappij Sabena. Hierdoor komt ze op plekken over de hele wereld en vaak op exotische locaties. Ze raakt verzeild in avonturen, soms aan boord van het vliegtuig zoals met een kaping maar vaak genoeg spelen de verhalen zich ook buiten de luchtvaart af. Ze is bevriend met steward Walter, die haar bewondert maar tegelijk ook als enige bestand is tegen haar charme. Natasja kan heftig reageren op de onhandige Walter en soms slaat ze hem zelfs. De twee lijken soms tot een relatie te komen maar dit zet nooit door. In latere strips worden de gezagvoerder Turbo en co-piloot Legrain aan de vaste personages toegevoegd.

## Geschiedenis
Walthéry werkte in eind jaren zestig voor de studio's van Peyo toen uitgever Charles Dupuis hem vroeg een vrouw te tekenen voor het stripblad Robbedoes (Spirou), omdat dat nog ontbrak in het blad. Walthéry tekende daarop een nog naamloos personage met een hoedje. Gos, een collega van Studio Peyo, schreef er in 1967 een verhaaltje bij. Zo ontstond Natasja.
Het beroep van stewardess was een suggestie van toenmalige hoofdredacteur van Spirou/Robbedoes Yvan Delporte. De originele Franse naam Natacha werd bedacht door Gos zijn vrouw. De eerste pagina's werden aanvankelijk in 1968 geweigerd door de familie Dupuis. De latere hoofdredacteur Thierry Martens zag wel iets in het personage en het eerste verhaal verscheen dan vanaf 26 februari 1970 in Spirou/Robbedoes.
Dat zijn personage al van meet af aan opzichtige vrouwelijke rondingen kreeg, bezorgde Walthéry aanvankelijk nog enige heibel. Toen hij de omslag voor het eerste album instuurde, een waarop Natasja's boezem weinig aan de verbeelding overlaat, vroeg Dupuis hem om de "seksuele agressie" uit de afbeelding te halen. Hij tekende over de decolleté een hand zodat die wat gecamoufleerd werd. Op de commerciële dienst van Dupuis stelden ze zich in het algemeen vragen bij Natasja. Ze vonden het eerder een reeks voor Playboy en vroegen zich af hoe Natasja aanvaardbaar kon worden gemaakt. Dupuis zelf vond de reeks echter wel goed.

## Albums

### Verzamelalbums
Deze reeks bestaat uit vijf verzamelalbums, die de eerste dertien albums bevatten. De reeks verscheen eerst in het Frans. Sinds 2018 wordt de reeks vertaald. In tegenstelling tot in de Franse versie, hebben de albums in de Nederlandse versie geen titel.

## Film
In 2021 werd er een verfilming van Natasja aangekondigd door TF1 Studio, Daïdaï Films en uitgeverij Dupuis. De film wordt geregisseerd door Noémie Saglio met Camille Lou in de hoofdrol. Deze zal waarschijnlijk in 2025 in de bioscoop komen.

## Trivia
- De albums werden tot album 13, Asiel in de ruimte, uitgegeven door Dupuis. Vanaf album 14 Luchtspiegelingen worden de albums uitgegeven door Marsu Productions.
- In het Kiekeboe-album Bij Fanny op schoot (2005) heeft Natasja een gastoptreden. Omdat Walthéry een Waal is worden Natasja's tekstballonnetjes ondertiteld in het Nederlands en Fanny's tekstballonnen in het Frans.
- Natasja heeft ook een cameo aan het einde van het Kiekeboe-album De affaire Chichi, waar ze niet opgezet is met de verleidingspogingen van Firmin Van De Kasseien.
- In album De hitpikkers is een personage te zien dat goed op Natasja lijkt.
- Er is ook een erotische stripparodie genaamd "Nathalie" die ongeveer hetzelfde personage heeft als Natasja.
- Op 20 juli 2012 werd in Middelkerke een bronzen beeld van Natasja onthuld.[5]
- Verscheidene verhalen zijn oorspronkelijk scenario's van Marc Wasterlain voor zijn strip Sarah Spits die geweigerd werden door de uitgevers. Nadien zijn ze aangepast voor Natasja.[6]